# Христо Бърдаров (капитан)
 Тази статия е за родения в Разград капитан Бърдаров.  За ловчанлията, полковник Бърдаров вижте Христо Бърдаров (полковник).  
Христо Лазаров Бърдаров е български офицер, загинал в Първата световна война за свободата на Македония.

## Биография
Христо Бърдаров е роден на 17 март 1890 година в Разград. Командва 2-ва картечна рота на 19-и пехотен шуменски полк. През Първата световна война полкът му защитава 3 години Охрид от позииците си в Мокра планина, където и загива на 19 октомври 1917 година. На 20 октомври 1917 г. е произведен посмъртно в чин майор. Пренесен е и е погребан в двора на църквата „Свети Георги“ в Струга, на който постоянно са се палели свещи в негова памет. Властите на комунистическа Югославия разрушават паметника му след 1944 година.
Споменът за Христо Бърдаров е все още жив, като и до днес в Охрид се пее народната песен посветена на капитана от Българската армия. Сдружението на македонските българи „Хоризонти“ поставя на 19 октомври 2004 година възпоменателна плоча на Христо Бърдаров в родния му Разград.
Христо Бърдаров е братовчед на полковник Христо Бърдаров, адютант на Цар Борис III.

## Военни звания
- Подпоручик (27 октомври 1912)
- Поручик (2 август 1915)
- Капитан (18 септември 1917)
- Майор (20 октомври 1917)

- Барелеф на родното място на капитан Бърдаров
- Мемориална плоча, поставена на родното място от благодарни жители на град Охрид в чест на годишнина от гибелта на офицера.